# Galumna maxima
Galumna maxima är en kvalsterart som först beskrevs av Berlese 1916.  Galumna maxima ingår i släktet Galumna och familjen Galumnidae.

## Underarter
Arten delas in i följande underarter:
- G. m. maxima
- G. m. lawrencei
- G. m. natalensis